# Йохан ван Анджелбек

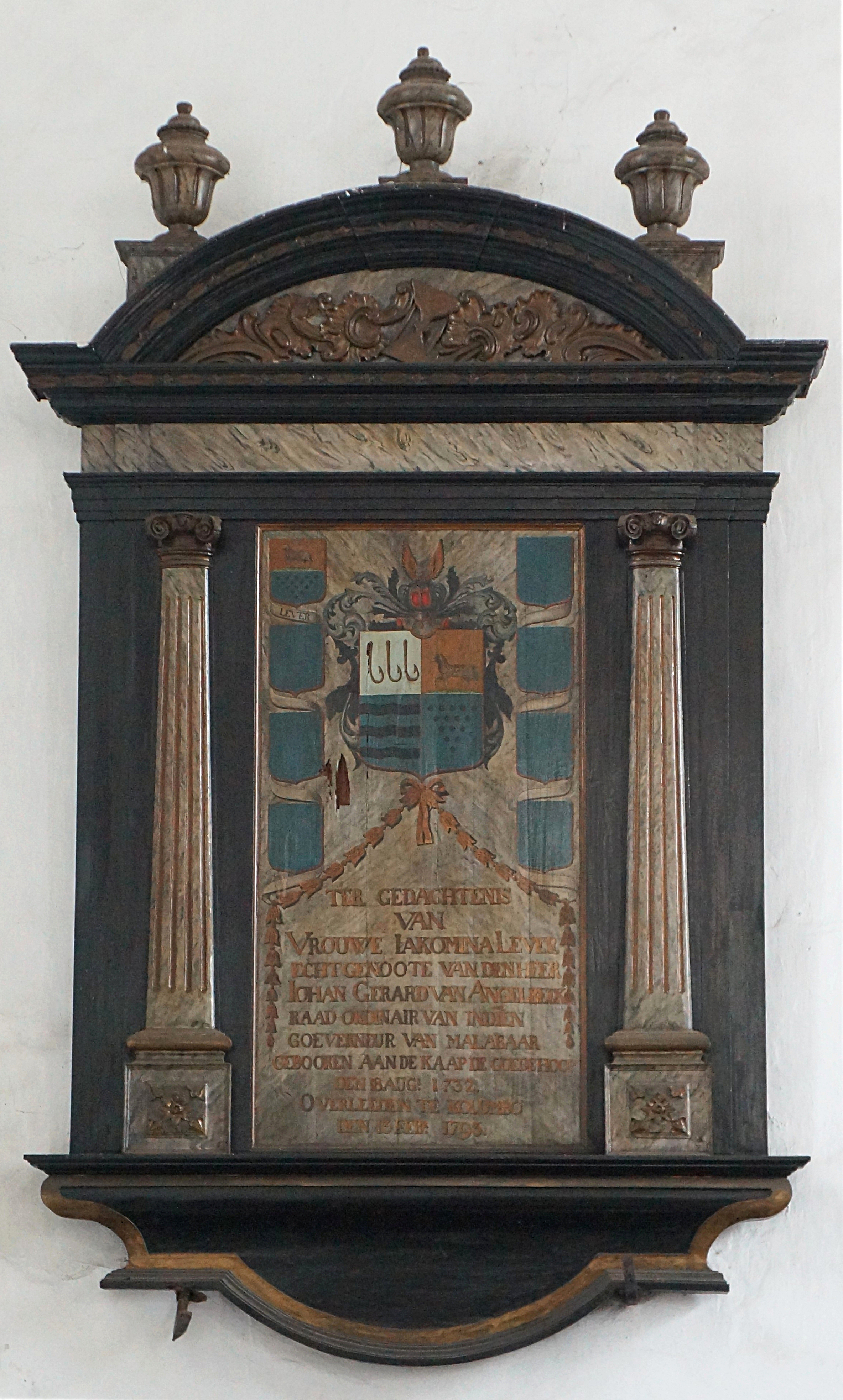
Ex voto à la mémoire de Lady Iakomina Lever épouse du gouverneur Johan Gerard van Angelbeek.- Colombo

Йоган Джерард ван Анджелбек (1727, Віттмунд — 2 вересня 1799, Коломбо) — голландський колоніальний офіцер, який командував голландським військом на острові Цейлон під час останнього року колонії в голландської імперії, до її захоплення британською експедицією.

## Життєпис
Ван Анджелбек народився у Східній Фризії. У 1727 та в 1754 роках відправився в Індію та Батавію, повернувшись в Нідерланди, у 1755 році. В 1756 р. він приєднався до голландської Ост-Індської компанії та повернувся до Індійського океану, й почав служити як торговець у Батавії та Бенгалії. У 1764 році він зайняв офіційну посаду в столиці голландського Цейлону в Коломбо і в 1767 переїхав до порту Тутікорін в Індії. Зрештою в 1770 році Ван Анджелбек стає старшим чиновником порту і зберігає позицію до 1783 року.
У 1783 р. Ван Анджелбек здобув посаду губернатора Малабару, а в 1787 році був призначений губернатором всієї голландської Індії. У 1794 р., під час французьких революційних воєн, Ван Анджелбек прийняв командування голландської колонії Цейлону, і командував нею, коли наступного року, прибула британська експедиція. Більшість голландських портів швидко повалили, Коломбо здався останнім, в лютому 1796 року. Йохан Джерард ван Анджелбек залишався в Коломбо під час британської окупації. Помер в 1799 році. Він був останнім голландським губернатором колонії. Одружений був на Джакоміні Левер і мав двох дітей, і його син Крістіан, і його зять Віллем Якоб ван де Грааф були помітними в адміністрації колоній Голландсько-Індійського Океану.